# Multiple Document Interface
Multiple Document Interface (MDI; englisch wörtlich: Mehrfach-Dokument[en]-Schnittstelle; und weiter übertragen: Mehrfach-Dokument-Oberfläche) bezeichnet eine Form der grafischen Benutzeroberfläche für Programme. Sie zeichnet sich dadurch aus, dass in einem Programmfenster – üblicherweise das Hauptfenster – gleichzeitig mehrere Dokumente geöffnet werden können, welche dann in (innerlich) abgetrennten Unterfenstern (englisch inner frames) angezeigt werden können. Die Unterfenster verhalten sich dabei zum Hauptfenster so, wie sich das Hauptfenster beispielsweise zum Desktop verhält. Sie können zudem frei platziert und in ihrer Größe verändert werden.

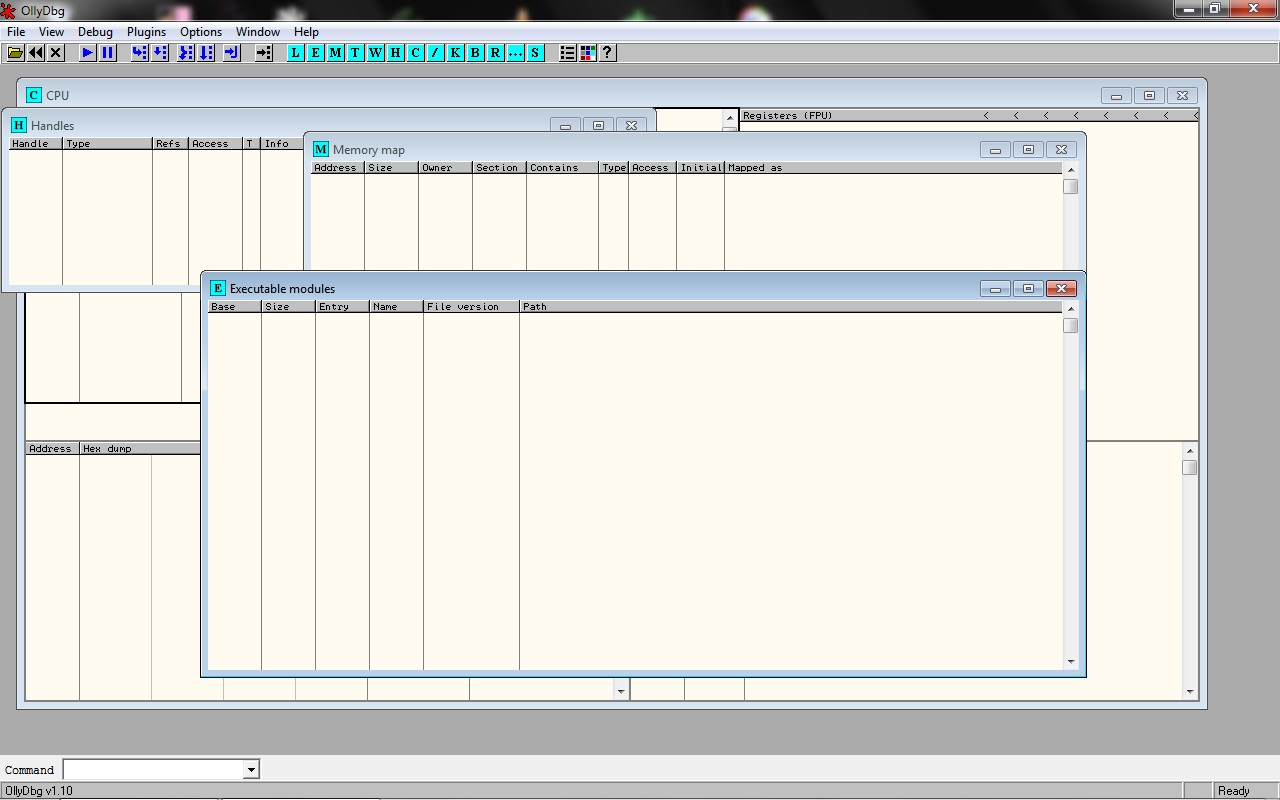
MDI-Anwendung

Der Sinn des Multiple Document Interface war ursprünglich, die Arbeit an mehreren Dokumenten zu erlauben, ohne dafür das Programm mehrfach starten zu müssen. Da sich jedoch die Unterfenster anfänglich als recht unübersichtlich erwiesen, werden in modernen Programmen vor allem zwei (weiterentwickelte) Wege beschritten:
- Beim Single Document Interface (SDI) erhält jedes Dokument ein eigenes Hauptfenster
- Beim Tabbed Document Interface (TDI) sind die Unterfenster in so genannten Registerkarten (englisch tabs) angeordnet

Zusätzlich ist es oft möglich, die Oberfläche horizontal oder vertikal aufzuteilen, um mehrere Dokumente gleichzeitig betrachten zu können.
- Im Betriebssystem Microsoft Windows kann mittels des Tastaturkürzels Strg+Tab zwischen den einzelnen Dokumenten hin und her geschaltet werden.
- Im Betriebssystem Mac OS X können Unterfenster frei platziert werden. Das Programmfenster wurde auf das Menü an der oberen Bildschirmkante reduziert.

Die MFC-Bibliothek ermöglicht vier verschiedene Anwendungstypen: SDI, MDI, MTI (Multiple Top-Level Windows Interface) sowie dialogbasiert.